# Чапаевка (Турковский район)
Чапа́евка — деревня в Турковском районе Саратовской области. Входит в состав Турковского муниципального образования.

## География
Деревня находится на правом берегу реки Хопёр, на расстоянии примерно 7 км к юго-востоку от рабочего посёлка Турки, административного центра района.

## Население
| 2010 | 2014 | 2015 | 2016 | 2017 | 2019 | 2020 |
| ---- | ---- | ---- | ---- | ---- | ---- | ---- |
| 33   | ↘28  | ↘25  | ↘22  | ↘16  | ↘15  | ↘12  |
| 2021 | 2028 |      |      |      |      |      |
| ↗21  | ↘15  |      |      |      |      |      |

## Уличная сеть
В деревне имеется одна улица — Лесная.